# Eutelia triangulatrix
Eutelia triangulatrix là một loài bướm đêm trong họ Noctuidae.